# Anemone nemorosa
Anemone nemorosa es una planta que florece a inicio de la primavera normalmente en el sotobosque. Pertenece al  género Anemone dentro de la familia Ranunculaceae. Entre sus nombres más comunes están anémona de bosque,flor del viento, olor de zorro y botón de Inglaterra.

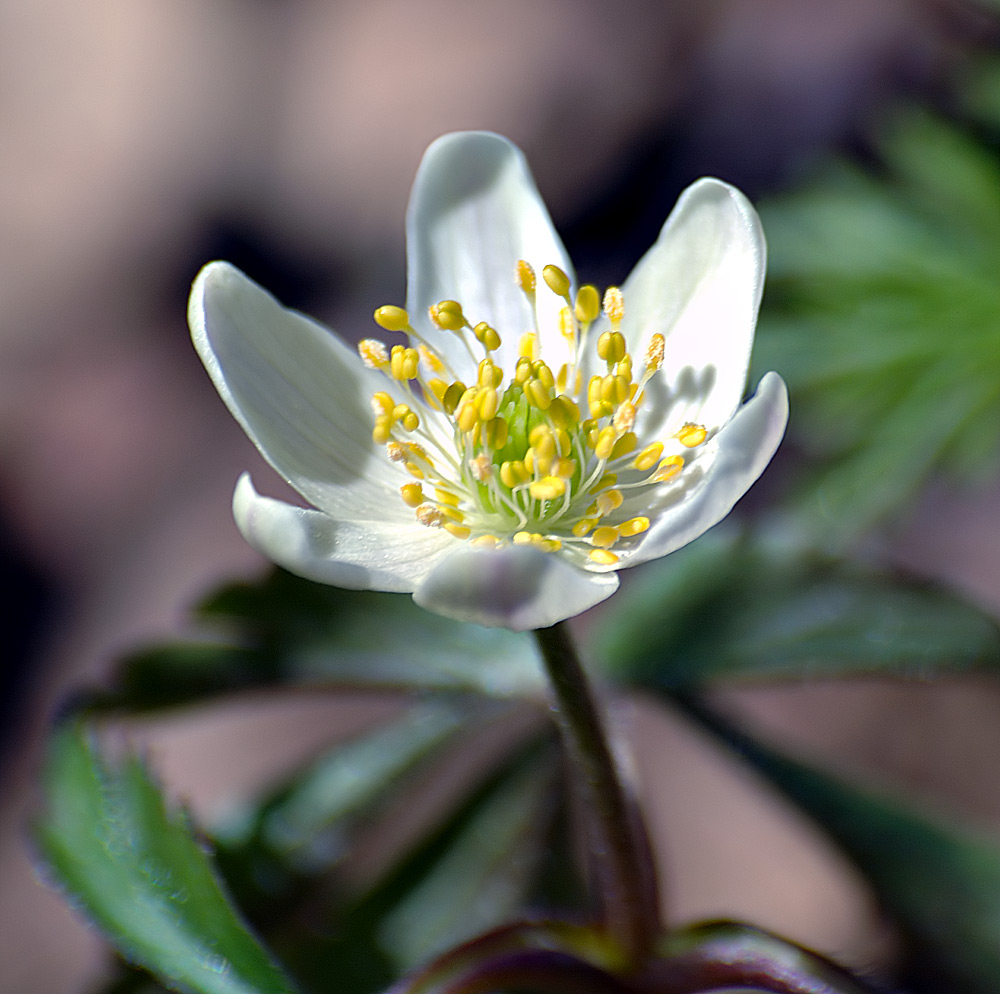
Anemone nemorosa

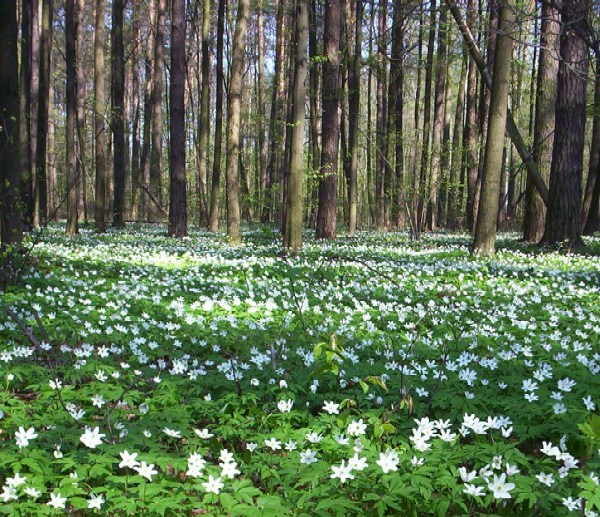
Las anémonas de bosque pueden formar grandes colonias en condiciones favorables

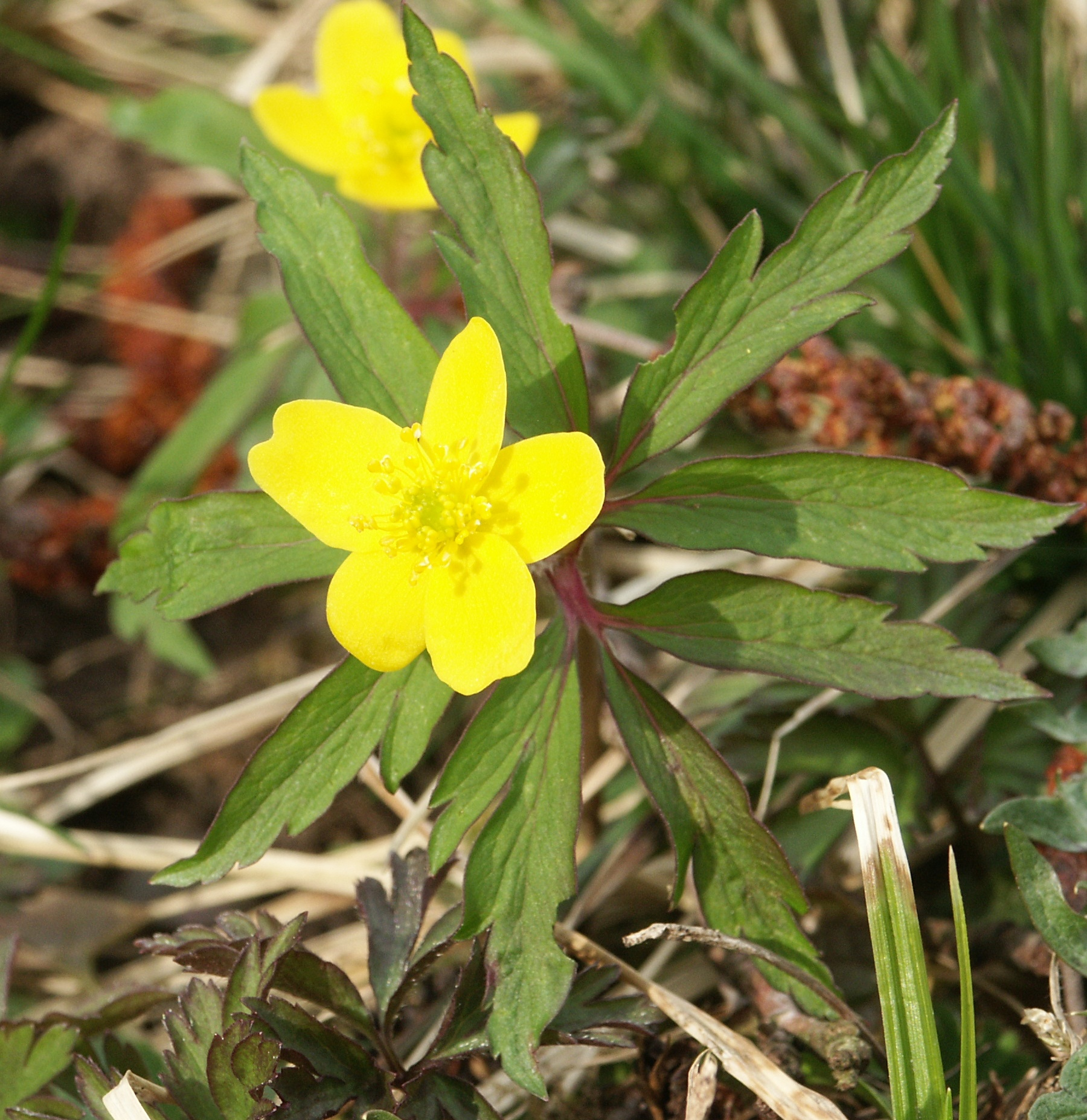
Anemone ranunculoides, la anémona de bosque amarilla

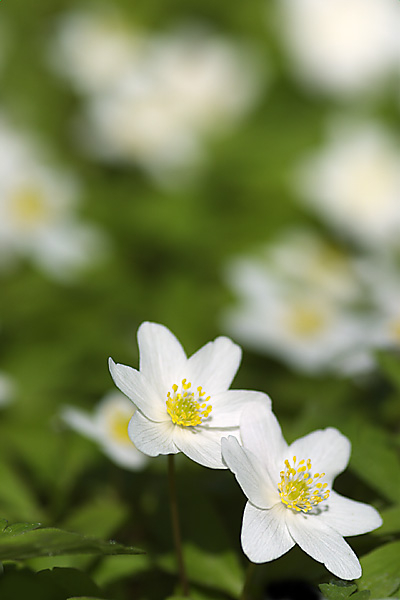
Anemone nemorosa en floración

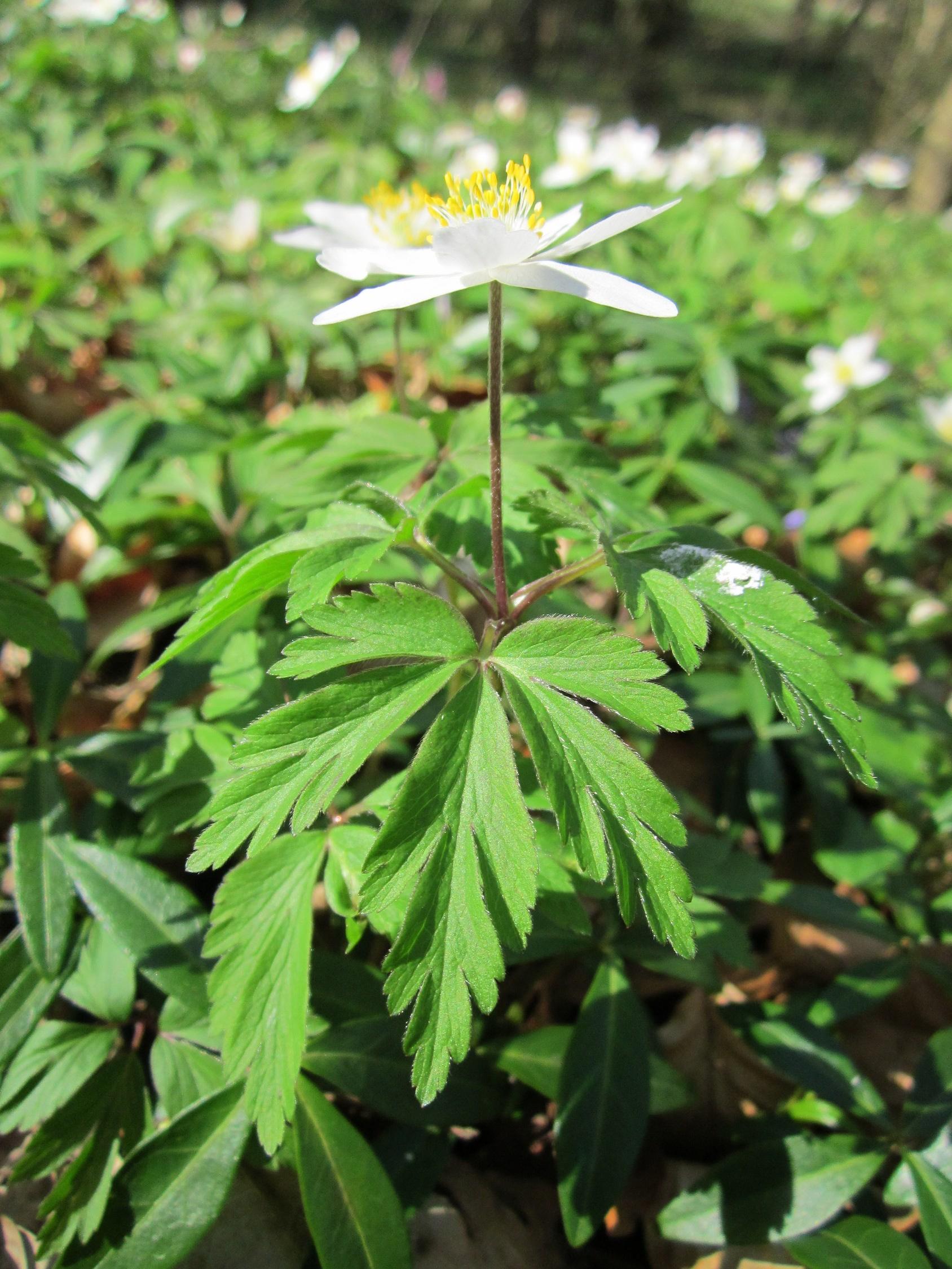
Vista de la planta

## Descripción
La Anemone nemorosa es una planta herbácea perenne que alcanza una altura entre  5-15 cm, que a mediados del verano aunque la planta no desarrolle su porte aéreo, sin embargo va extendiendo bajo el terreno sus raíces parecidas a rizomas. Los rizomas se extienden rápidamente, contribuyendo a su rápida expansión en las condiciones favorables del bosque, lo que permite que la planta tapice grandes extensiones del suelo del bosque. La flor tiene un diámetro de  2 cm, con cinco a siete pétalos parecidos a segmentos, (en realidad tépalos) de un intenso color blanco.
En la naturaleza en estado silvestre normalmente son blancas, pero pueden ser rosadas, lilas o azules, y a menudo tienen un tinte más oscuro en el envés de los pétalos. No tienen perfume y tienen poco néctar debido a que no necesitan demasiado a los insectos para su reproducción.

## Historia
De nemus, bosque y anemone, fácilmente agitado por los vientos. Los griegos antiguos las asociaban a los vientos (anemos) que anunciaban la llegada de la primavera. En los jardines romanos parece ser que se cultivó como planta ornamental. Los chinos la llaman la flor de la muerte. Los campesinos de algunos países europeos la consideran de mal agüero.

## Propiedades

### Principios activos
- Protoanemonina
- Anemonina

### Indicaciones
- Es tóxica, se usa como vesicante, antibacteriano, antitusivo, rubefaciente. Tópicamente se usa en enfermedades reumáticas.[2]
- Modo de empleo: externo.

Utilizar en fricciones locales, no es cáustico, contra el reumatismo. Como las otras anémonas, la anémona de bosque es tóxica : 200 mg de anemonina son suficientes para provocar la muerte de un animal de 10 kg.
La hierba fresca y su aceite esencial, por su contenido en lactona protoanemonina, es altamente tóxica y no debe ser utilizada. Por vía oral puede originar convulsiones y muerte. Por vía externa irritación cutánea, inflamación e incluso gangrena. Por desecación la proteoanemona se transforma en anemonina y ácido isoanemónico, que presentan una menor toxicidad. Es por ello que la ORDEN SCO/190/2004, de 28 de enero, por la que se establece la lista de plantas cuya venta al público queda prohibida o restringida por razón de su toxicidad incluye a esta planta, quedando prohibida su venta al público, así como la de sus preparados, restringiendo su uso a la elaboración de especialidades farmacéuticas, fórmulas magistrales, preparados oficinales y cepas homeopáticas cuyo uso queda sujeto a la prescripción y al control médico.

### Otros usos
En cosmética se usa un vinagre preparado con hojas, como rubefaciente, de forma parecida a la mostaza.

## Curiosidades
- La planta es venenosa para los humanos, sin embargo,  se puede usar como una medicina.
- La anémona de bosque amarilla, Anemone ranunculoides, también conocida como anémona taza de mantequilla, es una planta parecida con flores ligeramente más pequeñas y de un color amarillo intenso.
- La Anemone nemorosa es la flor emblema del Jardín Botánico de Gotemburgo (Suecia), donde forma extensas praderas en sus zonas de bosque.

## Cultivo
Hay numerosos  cultivares que han sido seleccionados para utilizarlos en jardinería como por ejemplo  Anemone nemorosa 'Allenii' que posee unas flores grandes azules. Este ha sido galardonado con el Award of Garden Merit (Premio al Mérito del Jardín) o AGM, H4 (hardy throughout the British Isles) por la  Real Sociedad de Horticultura, como también tienen este galardón, varios otros de sus cultivares (ver más abajo). 
El RHS Plant Finder 2005-2006 lista más de cincuenta cultivares de Anemone nemorosa (AGM, H4) disponibles en viveros del Reino Unido. Algunas de las más ampliamente distribuidas son:
- 'Alba Plena' - doble blanco.
- 'Allenii' (AGM H4) - grandes flores azul lavanda, frecuentemente con siete pétalos (Nombrada en honor de James Allen, horticultor).
- 'Bowles' Purple' - flores púrpuras (Nombrada en honor de Edward Augustus Bowles, especializado en plantas y escritor sobre jardines).
- 'Bracteata Pleniflora' - Flores dobles, blancas, con rallas verdes y un collarín de brácteas.
- 'Robinsoniana' (AGM H4) - Flores de color azul lavanda pálido  (Nombrada en honor de William Robinson, especializado en plantas y escritor sobre jardines).
- 'Royal Blue' - Flores de color azul profundo púrpura en el envés.
- 'Vestal' (AGM H4) - blanco, anémona de flores centradas.
- 'Virescens' (AGM H4) - flores mutadas a pequeños ramos cónicos de hojas.

Anemone × lipsiensis, un híbrido entre  A. nemorosa y A. ranunculoides, tiene flores amarillo pálido; A. × lipsiensis 'Pallida' es el cultivar más conocido de estos cruces. Ha sido galardonado con el AGM H4, como sus ambos progenitores.

## Taxonomía
Anemone nemorosa, fue descrita  por Carlos Linneo y publicado en Species Plantarum 1: 541, en el año 1753.
Etimología
El nombre del género Anemone viene del griego ἄνεμος (anemos, que significa viento), por una antigua leyenda que dice que las flores sólo se abren cuando sopla el viento. 
nemorosa: epíteto latíno que significa "de los bosques".
Sinonimia
| - Anemanthus nemorosus Fourr. - Anemonanthea nemorosa (L.) Gray - Anemone alba Gilib. [Invalid] - Anemone intermedia Winkl. ex Pritz - Anemone nemorosa f. vulgaris Ulbr. - Anemone nemorosa-alba Crantz - Anemone pentaphylla Hook. ex Pritz. | - Anemone ranunculoidi-nemorosa Kunze - Anemonoides nemorosa (L.) Holub - Pulsatilla nemorosa Schrank - Ranunculastrum mixtum Fourr. - Ranunculastrum nemorosum Fourr. - Ranunculastrum radicescens Fourr. - Ranunculus nemorosus Garsault - Anemone francoana Merino |

## Nombres comunes
- Castellano: amapola silvestre, anemone de los bosques, anémona de bosque, anémona de los bosques, anémona del bosque, anémone de bosque, anémone de los bosques, anémone de los prados, nemorosa, ranúnculo blanco, ranúnculo rosado.[7]